# Луд, збуњен, нормалан (11. сезона)
Једанаеста сезона телевизијске серије Луд, збуњен, нормалан премијерно је емитована на Нова у БиХ и Нова ТВ у Хрватској.

## Радња
Згоде и незгоде Фазлиновића се настављају, али без Фарука који се преселио у Шведску код стрица Исмета. Срећа се Фазлиновићима осмехнула јер им се вратила Шефика, а Маријина срећа није била већа од кад се Фуфе вратио из Америка пун као брод.

## Улоге
| Глумац                | Улога             |
| --------------------- | ----------------- |
| Мустафа Надаревић     | Изет Фазлиновић   |
| Моамер Касумовић      | Дамир Фазлиновић  |
| Татјана Шојић         | Марија Шарафова   |
| Бранко Јанковић       | Милутин Фуфе Чмар |
| Тарик Џинић           | Џебра Фазлиновић  |
| Емир Хаџихафизбеговић | Самир Фазлиновић  |
| Јасна Жалица          | Шефика Рондић     |
| Катарина Марковић     | Јелена Фазлиновић |
| Адмир Гламочак        | Јуре Заклан       |
| Шериф Аљић            | Милорад Чичић     |
| Мирај Грбић           | Драган Чомбе Чмар |
| Драган Маринковић     | Бећир Мрвица      |
| Харис Бурина          | Јаков             |
| Александрар Сексан    | Ђидо Мова         |
| Ваја Дујовић          | Тијана            |
| Танасије Узуновић     | Сејад Овчина      |
| Давор Голубовић       | Згембо            |
| Џана Пињо             | Барбара           |
| Нада Абрус            | Милена            |
| Дарко Куртовић        | Дарко             |
| Драган Јовановић      | Иван Гало         |

## Списак епизода
| Бр. еп. (у серији) | Бр. еп. (у сезони) | Датум емитовања   | ТВ емитер     | Назив                                               | Сиже |
| ------------------ | ------------------ | ----------------- | ------------- | --------------------------------------------------- | --- |
| 265                | 1                  | 17. фебруар 2020. | Нова ТВ (ХРВ) | Ко те роди таквога!                                 | У кући Фазлиновића поново влада неред откад немају женске руке, међутим, Фарук није са њима јер се преселио у Шведску код стрица Исмета. Док се Изет бави уплаћивањем тикета, а Дамир максузијом, Џебра је преко Самира одлучио да пронађе кућну помоћницу. Фазлиновићи су имали више среће него памети јер им је као кућна помоћница дошла ниједна друга до Шефика. Марији се вратила омиљена муштерија – Фуфе. |
| 266                | 2                  | 18. фебруар 2020. | Нова ТВ (ХРВ) | Чему мијењати добре навике                          | Јелениним изненадним повратком у Сарајево настала је гунгула у кући Фазлиновића. Марија је одлучила да преко Фуфета унесе новитете у кафану, а Самир и Јуре да са њим оснују странку. |
| 267                | 3                  | 19. фебруар 2020. | Нова ТВ (ХРВ) | Ко ће ако нећемо ми                                 | Самир позива Изета да се прикључи њиховом политичком покрету. Изетов задатак је да устроји странку. Међутим, Изет жели постати председник странке и има план како да са те позиције "скине" Јуру. Чак и Шефику позива у председништво странке. Јелена покушава Дамира довести у ред како би упознао неку девојку. Нажалост, Дамир не може пратити њен темпо када је алкохол у питању, те неславно завршава. У међувремену Јелена упознаје Фуфета, те јој се јавља идеја како да и она искористи његово богатство. |
| 268                | 4                  | 20. фебруар 2020. | Нова ТВ (ХРВ) | Два пута су ми јуче бјежали                         | Шефика је у страху од миграната, а Јелена у мигрантској кризи види одличну пословну прилику. У тој намери ће јој помоћи Фуфе. Наиме, он добија задатак да нађе мигранте који би платили да их пребаце преко границе. Јелени није јасно зашто мигранти који су платили да их пребаце преко границе, покушавају побећи. Са друге стране полиција тражи двојицу лекара, Индијца и Пакистанаца, Дамирове колеге, који су у Сарајево дошли на семинар те им се губи сваки траг. И док се они баве мигрантима, Јуре покушава пребродити страх од камере да да интервју. Тим интервјуом ће једино Марија бити задовољна. |
| 269                | 5                  | 24. фебруар 2020. | Нова ТВ (ХРВ) | Видјет ћете, то је дама пар екселанс                | Шефика је запретила Изету да ће дати отказ ако Јелена и он наставе да доводе мушкарце односно жене. Док је Самир давао изјаву новинарки како би поправио испад који су Изет и Јуре имали дан раније код Марије у "Сан Рему", Јелена је срела своју другарицу Сабрину која се бави продајом сексуалних услуга. Невоља је настала када је касније Сабрину упознао Изет, а новинарка дошла у просторије странке и затекла Фуфета са лутком на надувавање. |
| 270                | 6                  | 25. фебруар 2020. | Нова ТВ (ХРВ) | Максузија, даје ти крила!                           | Јаков је изнео Марији предлог да од њега купи телевизор како би пуштала утакмице у кафани и тиме привукла још муштерија. Марија је имала само један проблем – није имала кабловску у кафани. Дамир јој је око тога помогао тако што је узео Фаруков кабл од 10 метара и повезао њен телевизор са својим пријемником. Све је кренуло као по лоју све док Шефика није променила канал да би гледала своју омиљену сапуницу. |
| 271                | 7                  | 26. фебруар 2020. | Нова ТВ (ХРВ) | Живимо овдје као часне сестре                       | Изет сазнаје да је оснивач и председник конкурентске странке његов комшија Милорад. Марија саветује Милорада да нађе некога ко је довољно богат и глуп да финансира његову странку. Са друге стране, Фуфе сазнаје да Јелена има девојку те кује план да нађе фрајера, како би Јелену учинио љубоморном. Управо због тога организује романтично пословну вечеру са Милорадом. И док Милорад покушава да наговори Фуфета да пређе у његову странку, Изет има план како да се освети Милораду. Но, неће све испасти онако како је Изет планирао. |
| 272                | 8                  | 27. фебруар 2020. | Нова ТВ (ХРВ) | Треба бјежати од кокузних чвака                     | Марија се боји да не пропадне јер је Фуфе постао веган. Све што му понуди, не задовољава његов истанчани укус. Изет је на картама изгубио 10 000 KМ, али не брине се пуно јер има план. И не само да врати паре Јакову, него и да зада ударац свом политичком противнику. Дамир има нову девојку, којој се чак и свиђа. Но, послушаће Изетов савет и као и увек, неславно завршити. |
| 273                | 9                  | 2. март 2020.     | Нова ТВ (ХРВ) | Малиша, малиша, бокца ти твога                      | Дамирова радост због понуде за место директора клинике и Изетова због могућих гласача из дијаспоре добила је неочекивани обрт када су њих двојица открили какав је у ствари човек који им је то понудио. |
| 274                | 10                 | 3. март 2020.     | Нова ТВ (ХРВ) | Мали ће положити анатомију, то је рачунај завршено  | Цели град је излепљен предизборним плакатима Милорадове политичке странке, а главни финансијер је Фуфе. Изет стога у помоћ зове Чомбета. Са друге стране, у граду се одржавају протести бораца. Самир и Изет желе то искористити у своју корист, а сазнају да је и Чомбе био борац у рату. Чак и новинаре позивају. Међутим, заборавили су проверити један детаљ - у којој је војсци Чомбе ратовао. |
| 275                | 11                 | 4. март 2020.     | Нова ТВ (ХРВ) | У шуми букви он је загрлио јавор                    | У стану преко пута Фазлиновића, Милена отвара агенцију за чишћење. Дамир и Изет верују да је Милена отворила агенцију за ескорт пратњу, те Дамир упозорава Изета да се не разбацује парама и да не користи њихове услуге. У међувремену, Милена нуди Изету своје услуге по акцији - први пут бесплатно, што Изет наравно прихвата. Сазнавши за то, и Дамир жели добити услугу те наговара Милену да девојка прво дође у његову собу. И док се Изет и Дамир препиру ко ће први, када отворе врата дочекаће их велико разочарење, а и Шефика је разочарана. |
| 276                | 12                 | 5. март 2020.     | Нова ТВ (ХРВ) | Kокузлук је прелазна болест                         | Јелена се вратила са путовања због недостатка новца. Фуфе је отишао у Америку зарадити, а Чомбе одједном постаје занимљив Јелени. Чим је Јелена схватила да је Чомбе сиромах, губи интерес. Беспарица се поново увукла у породицу Фазлиновић. У Сарајеву се одвија мафијашки рат, Самир, Дамир и Шефика праве добар посао. Милорад „отима“ Милену Изету испред носа, али Изет увек нађе начин да му се освети. |
| 277                | 13                 | 9. март 2020.     | Нова ТВ (ХРВ) | Имаш рефлексе ко печена риба                        | Чомбе и даље опседа Јелену. Фуфе је заглавио у затвору у Америци и остао без новца. Дамир је несрећан већ дужи период и Јелена му помаже да изађе из депресије. Изет је на милиметар да освоји Милену. Самир организује Бинго у Сан Рему, а Згембо му помаже. |
| 278                | 14                 | 10. март 2020.    | Нова ТВ (ХРВ) | Нисам ја нервозан, ја само уносим нервозу           | Изборна кампања се захуктава. Изет и Јуре се брину да им Самир, својим криминалним радњама, не уништи шансу. Међутим не знају да је Самир ухапшен, јер је украо пинг понг лоптице. Они на све могуће начине покушавају сачувати углед Партије. Чомбе је још увек луд за Јеленом. Дамиру се осмехнула љубавна срећа, Тијана је дошла у Сарајево баш због њега. |
| 279                | 15                 | 11. март 2020.    | Нова ТВ (ХРВ) | Велики је тај шведски џемат                         | Џебра се заљубио, али није све тако једноставно. Заљубио се у покривену девојку - Аиду. Као прави Фазлиновић, за љубав је спреман учинити све, чак се и окренути вери, али у проблему је, јер не зна како објаснити Изету. Џебра, Дамир и Шефика покушавају Изета искључити из Џебрине љубавне приче. Наравно да им то не успева. Бећир је поново у Сарајеву и Марија сазнаје да је он председник удруге хомосексуалаца. Бећир и даље пати за Чомбетом. |
| 280                | 16                 | 12. март 2020.    | Нова ТВ (ХРВ) | Јел то већ хвала Богу идете?                        | Џебра вером проширује видике, чита Kуран. Јелена Шефики открива свет онлајн трговине. Изет и Самир покушавају преко Бећира и његовог хомосексуалног удружења повећати број гласова за своју Партију. Тај план захтева Чомбетову жртву. У Сан Рему се појављује Бранко, Маријин бивши. Заводник, женскарош, који вотком покушава завести Тијану. У Сан Рему, исти дан, се појављује Николина, Бранкова жена и Маријина познаница из младих дана. Мухамед и Зумрета, Аидини родитељи, упознају Изета и то постаје прекретница у Џебрином верском животу. |
| 281                | 17                 | 13. март 2020.    | Нова ТВ (ХРВ) | Пијан у Бусовачи, исто тријезан у Хановеру          | Несташица је максузије, па су Изет и Дамир принуђени пити Маријину брљу. Чомбе у Сан Рему проналази Селманову банковну картицу. Селман је власник луксузне посластичарнице. Марија организује плесно вече, а Тијана и Дамир се договарају да заједно иду на плес. Међутим, Дамир је антиталент за било коју врсту плеса. Милорад преко свог синовца Слободана, који је председник студентског већа, организује студентски скуп у Сан Рему, са идејом да врбује студенте да гласају за његову странку. Скуп је дао Изету идеју како да те исте студенте врбује да дају глас за његову странку. Преко Дарка из Требиња набавља велику количину комоваче и уз Џебрину помоћ организује рејв парти. Шефика одлучује пронаћи нови посао и иде на разговор код Аксентија Буковице. |
| 282                | 18                 | 16. март 2020.    | Нова ТВ (ХРВ) | У Аустрији има да будемо агресивни!                 | Дан пред изборе, у току је предизборна тишина. Изет сматра да би било изузетно добро да се тај дан ипак огласе, али да не прекрше предизборну тишину. Дамир се покушава похвалити Тијани бројем жена у свом животу и у недостатку стварних измишља девојку по имену Марислеа Фуфундруповић. Испоставиће се да Марислеа стварно постоји. Чомбе жели доказати Марији да је експерт у мушко-женским односима. Јуре је председник голф савеза, чији чланови иду на турнир у Аустрију. Изет поновно има идеју! Трговачки путник Халид покушава продати Шефики миксер. |
| 283                | 19                 | 17. март 2020.    | Нова ТВ (ХРВ) | Може мисионарски, а може и нека друга позиција      | СПK је прошла изузетно лоше на изборима. Изет и остали покушавају наћи начин да се извуку из новонастале ситуације. Јелена је залудила мушки род, кућа Фазлиновића је затрпана цвећем. Дамиров пријатељ Др. Ђуричко је нови министар здравства, Дамир ту види своју шансу за посао. Самир у WC-у Сан Рема краде Ђуричков прстен, а Дамир жели Ђуричку нешто поклонити те зове Самира. Јуре и Шефика се зближавају, а Марија је љубоморна на њих. |
| 284                | 20                 | 18. март 2020.    | Нова ТВ (ХРВ) | Умјерено до претежно нормално                       | Дамир гледа порно филмове на интернетској страници Sex kontrol. Изет уводи екстремне мјере штедње. Укида кабловску ТВ, смањује потрошњу струје, кафа се пије само једном дневно, једино оставља Интернет због Џебриног факултета. Самир је осиромашио због пропасти странке на изборима. Ситуација га приморава да уђе у пословни однос са Ђидо Мовом. Џебра Изету открива гласовне команде за управљање рачунаром, а Дамир му открива назив странице са порнићима. Изетово ограничење конзумирања кафе се највише одражава на Шефику, која из подрума доноси мали решо и сакрива га иза завесе. |
| 285                | 21                 | 20. март 2020.    | Нова ТВ (ХРВ) | Шта ти је вријеме урадило, па њега убијаш?          | Јуре је заљубљен и волио би везу са Шефиком дићи на виши ниво. Но, Шефика има проблем са својим покојним мужем Шерифом. Ђуричко ће помоћи Дамиру да отвори клинику, ако му то одобри покојни Др Kарабајић. Изет добија идеју како да помогне Дамиру и Јури. Духови се призивају у стану Фазлиновића. Самир се окреће вери. |
| 286                | 22                 | 23. март 2020.    | Нова ТВ (ХРВ) | Само ме промућкаш, опет сам пијан                   | Самир се коцка са Јаковом. Џебра објашњава Дамиру како је марихуана корисна и на које се све начине може користити, чак и у облику колачића. Јуре и Шефика поједу пуну теглу Џебриних колачића, не знајући да су колачи са марихуаном. Љубоморна Марија покушава се осветити те моли Џебру за помоћ. Изет позива Марију да буде члан председништва Партије. Kако би дошао до карата за биоскоп, Самир побуди сумњу код Изета да има рак коже. |
| 287                | 23                 | 24. март 2020.    | Нова ТВ (ХРВ) | Сунце вам калајисано терористичко!                  | Експлодирала је бомба у некој пословној згради те Шефика сумња на тероризам. Сазнали су да је бомба експлодирала у просторијама противничке политичке странке, па је Изет у страху да и њима не подметну бомбу. Тај страх му појачава алкохол и јавља се параноја да је бомбу испоручио поштар. Самир и Џебра улаже у посао са пиротехником. Поштар доноси пакет без назначеног примаоца, а пијани Дамир га преузима. |
| 288                | 24                 | 25. март 2020.    | Нова ТВ (ХРВ) | У фрижидер ћу сјести и бријати се                   | Након што Марија поцепа уговор о даривању свог дела стана Јури, између ње и Шефике почиње рат. Чак се и на улици гађају лимуном и наранџама. Самир је осмислио нови бизнис. Продужни кабл је у Сан Рему, пуњење мобитела 10 KМ. Изет тражи од Јуре да му састави правни акт у којему пише да нико, ако он падне у кому, нема право донети одлуку да му се искључе апарати. Самиров бизнис је цветао све до тренутка када је Пајсер примио лошу вест. |
| 289                | 25                 | 26. март 2020.    | Нова ТВ (ХРВ) | Пало је тржиште малтезера у чабар                   | Бећир је на турнеји у Сарајеву, а повео је и свог малтезера Хрвоја. Хрвоје му смета и жели га продати. Једино му Самир може помоћи у продаји. Згембо се заљубљује у Јелену. Изет је дужан Јакову 2.500 KМ и нема начина да му их врати. Јаков му прети батинама. Јелена му нуди новац, али Изет као Изет прво би волио окренути лову, па тек онда вратити Јакову дуг. Шефика чита у новинама како је Требевић пун тартуфа. Изет одлучује да уложи 2.500 KМ у пса Лагото Ромањола и да се обогати на тартуфима. Изет купује Ђузепа, верујући да је Логато Ромањола, од Самира наравно. |
| 290                | 26                 | 10. април 2021.   | Нова ТВ (ХРВ) | У твојим годинама кости тешко зарастају             | Изет је још увек дужан Јакову. Велика је вероватноћа да ће добити батине уколико му брзо не врати новац. Тијана је дошла у Сарајево да види Дамира. И њен отац, најуспешнији бизнисмен у региону, је такође у Сарајеву. Изет у њему види решење својих проблема са Јаковом и наговара Јелену да га обрлати. Јелена се заљубљује. |
| 291                | 27                 | 11. април 2021.   | Нова ТВ (ХРВ) | Никада није луђа војска земљом марширала            | Јелена се вратила из Мадене. Изет је срећан јер је Јелена у вези са Иваном. Сматра да је то његова трансакција живота. У тој вези он види спас из коцкарских дугова. Дамир се нервира ради Изетовог лаптопа који не ради како треба. Самир продаје лаптоп које је Милорад вратио, те Дамир у томе види изврсну прилику да за мале паре купи лаптоп. Међу њима је Иванов лаптоп, који садржи врло поверљиве податке. Дамир и Самир уцењују Ивана. Јелена одлучује изненадити Ивана, а Шефика провести ноћ у хотелу са Јуром. |
| 292                | 28                 | 17. април 2021.   | Нова ТВ (ХРВ) | Мене све заобиђе изузев будала                      | Јаков нуди Марији да купи парфем. Парфем је најновији хит, са нотом кестена. У стану Фазлиновића су се појавиле бубе, те Изет ангажује службу за дератизацију. Стан се мора запрашити и запечатити на неколико дана. Стога Изет одлучује да себе и Дамира пресели у Акорд на пар дана. Шефика пакује Дамира. Паре које су добили уцењујући Ивана, Самир и Дамир улажу у акције преко брокера Недељка. Дамир има проблем како да дође до својих пара које су остале у запечаћеном стану. У међувремену, Јаков наговара Згембу да му направи књигу јер верује да је он рођени модел. Самир почиње сумњати да се Недељко дрогира и наговара Дамира да повуку уложени новац без обзира на губитак.                                                                               |
| 293                | 29                 | 18. април 2021.   | Нова ТВ (ХРВ) | Тачно има да полудим нормално                       | Изет је бесан ради високих рачуна. Поново уводи рестрикције, а у налету беса скинуо је и све чесме у кући. Марија је поднела захтев за усвајање детета, те је посећује социјална радница. Како би стекла утисак о Марији и условима у којима би дете требало одрастати, обилази Маријин стан, али и Сан Ремо. Јавно износи своје незадовољство свиме што је видела. И таман кад Марија помисли да је изгубила битку, социјалну радницу у главу погоди чесма коју је Изет у налету беса бацио. Соња доживљава амнезију, те Марија у томе види своју шансу. Наравно, у томе јој помаже Самир. Дамир има интервју за посао, те трему лечи алкохолом. Кренуо је на интервју, али је остао заглављен у јавном wc-у. Пошто је потпуно пијан заспао, пробудио се у Бихаћу.          |
| 294                | 30                 | 24. април 2021.   | Нова ТВ (ХРВ) | Трава почела по глави да ми расте                   | Фазлиновићи су покрадени. Из подрума им је украдена максузија, те Дамир одлучује реновирати подрум. Приликом обиласка подрума, остаје заглављен у њему. Ту ће провести три дана. Џебра је упознао Маријину пријатељицу Елеонору и са њом ступа у везу. Марија га упозорава да је она опасна. Џебра Марији продаје максузију, међутим, када Изет сазна не пише му се добро. |
| 295                | 31                 | 1. мај 2021.      | Нова ТВ (ХРВ) | Паре су ти једно обично богатство                   | Изет је прокоцкао Дамиров новац, а за разлику од њега Згембо, сасвим случајно, осваја велики добитак на рулету. Дамир је бесан јер му је Изет прокоцкао 15000 KМ, а Изет пада у несвест. Сви верују да је имао мождани удар. Самир има идеју како Згембо да уложи новац, да оствари свој дечачки сан. Марија представља Мирзу, свог усвојеног сина, али је несретна јер је Мирза јако ћутљив. Све би направила да је почне звати мама. |
| 296                | 32                 | 8. мај 2021.      | Нова ТВ (ХРВ) | Требају ми субјектове усране гаће и смрдљиве чарапе | Марија жели упознати свог биолошког оца. Самир јој одлучује помоћи, те зове Ђидо Мову. Милена говори Шефики да је нашла љубав свог живота. Изет стога ангажује Ђидо Мову како би ископао прљави веш Милениног новог момка. Згембо је добитник плакете града за храброст. Наиме, сви верују да је он храбро разоружао пљачкаша банке. Изет, наравно у тој вести види начин да рекламира своју странку. Међутим, ускоро ће се појавити и снимак са сигурносне камере банке, који ће показати како је то Згембо разоружао пљачкаша. Марија је срећна што је нашла тату, а тата јер је нашао блиског сродника који би му могао донирати бубрег. |
| 297                | 33                 | 15. мај 2021.     | Нова ТВ (ХРВ) | Ја сам потпуно изгубила конце                       | Изету је одузета возачка ради вожње у пијаном стању. Јелена има план како да помогне Изету да вози без возачке дозволе. Самир и Згембо имају план да организују борбе паса. Општина додељује награду за најлепше уређен балкон. Kако нема свој, Шефика уређује балкон Фазлиновића са надом да ће освојити награду. Марија организује прославу рођендана. Сви су позвани, чак и Барбара. Дамир представља Јелену као своју девојку, а Барбара кад то чује доживљава нервни слом. |
| 298                | 34                 | 19. јул 2021.     | Нова ТВ (ХРВ) |                                                     | Kод Изета долази Нихад Фазлиновић, син Изетовог брата Исмета. Нихад доноси лоше вести. Исмет је болестан и треба му 100 хиљада евра за трансплантацију срца. Изет организује акцију прикупљања новца за лечење. Сви учествују у акцији, али заборављају да је и Нихад Фазлиновић. У Сарајеву се догодило масовно тровање пилетином у ресторанима. Порекло пилетине је, наравно, од Самира. Дамир инсистира на традицији играња стоног тениса са Џебром. Џебри се не игра јер га је Дамир годинама, још као мало дете побеђивао и онда ликовао. Међутим, сада долази до обрта, те Џебра почиње да побеђује Дамира, што овај јако тешко подноси. |
| 299                | 35                 | 20. јул 2021.     | Нова ТВ (ХРВ) |                                                     | Марија се прехладила, те често одлази у тоалет. Ту ситуацију многи искориштавају како би се почастили пивом. У међувремену, један од гостију доживљава срчани удар, те у Сан Ремо долази хитна помоћ. Доктор из хитне помоћи је Маријина школска љубав. Ради одласка у тоалет, Марија не стиже да му узме број телефона. Како би га поново видела, одлучује искористити Дамирову фобију од бубашваба и Згембину алергију на јагоде како би хитна помоћ поново дошла и она поново срела своју школску љубав. Изет добија мистериозни пакет у којем је књига која говори о дуалном свету злочина. Он верује да му је неко послао књигу како би га упозорио да га Дамир намерава убити.                                                                                         |
| 300                | 36                 | 21. јул 2021.     | Нова ТВ (ХРВ) | Тата ти је никакав, некакав и кахарли               | Ђидо упозорава Марију да ако жели пословати у току лета, обавезно угради климу. Марија схвата да је Ђидо у праву, те се одлучује за ту инвестицију. Чомбе шаље пакет с дрогом који Згембо треба предати Пајсеру. Ђидо упозорава Згембу на рације које тренутно спроводи полиција. У просторије странке долази полицајац како би се учланио у странку. Видевши га, у налету паничног страха, Згембо просипа дрогу кроз прозор. Та дрога преко клима уређаја доспева у Сан Ремо у тренутку кад је кафана пуна. |